# Debut (film fra 1995)
 For alternative betydninger, se Debut (flertydig). (Se også artikler, som begynder med Debut)
Debut er en dansk kortfilm fra 1995 instrueret af Jonas Elmer, der har skrevet manuskript sammen med Thomas Rostock.

## Medvirkende
- Nicolaj Kopernikus
- Frits Helmuth
- Inger Kristine Lak
- Bjarne Henriksen
- Troels Lyby
- Martin Kongstad
- Marianne Høgsbro
- Jens Okking